# Fytoterapi
Fytoterapi är en alternativ behandlingsmetod, där örters och medicinalväxters läkande effekt står i centrum.